# كايامب
كايامب، الإكوادور (بالإسبانية: San Pedro de Cayambe )‏ هي مدينة، في الإكوادور، تقع في مقاطعة بيتشينتشا، بلغ عدد سكانها 39,028 نسمة وذلك حسب إحصائيات سنة 2010، رمزها البريدي هو EC170250.

## معرض صور

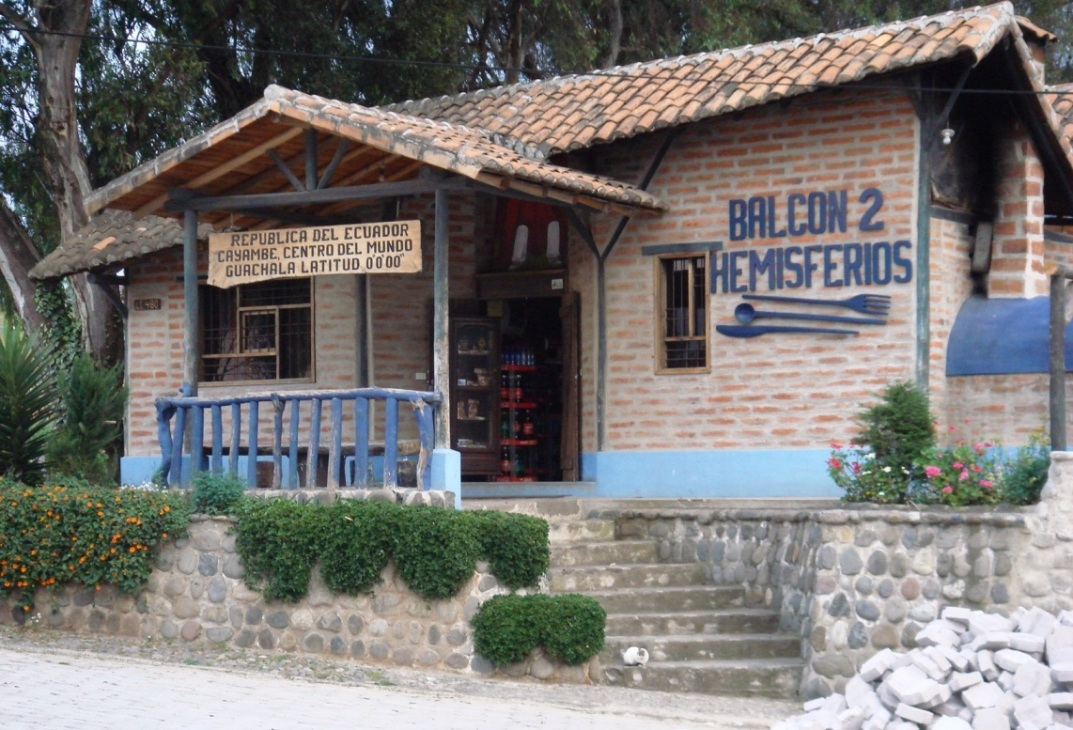
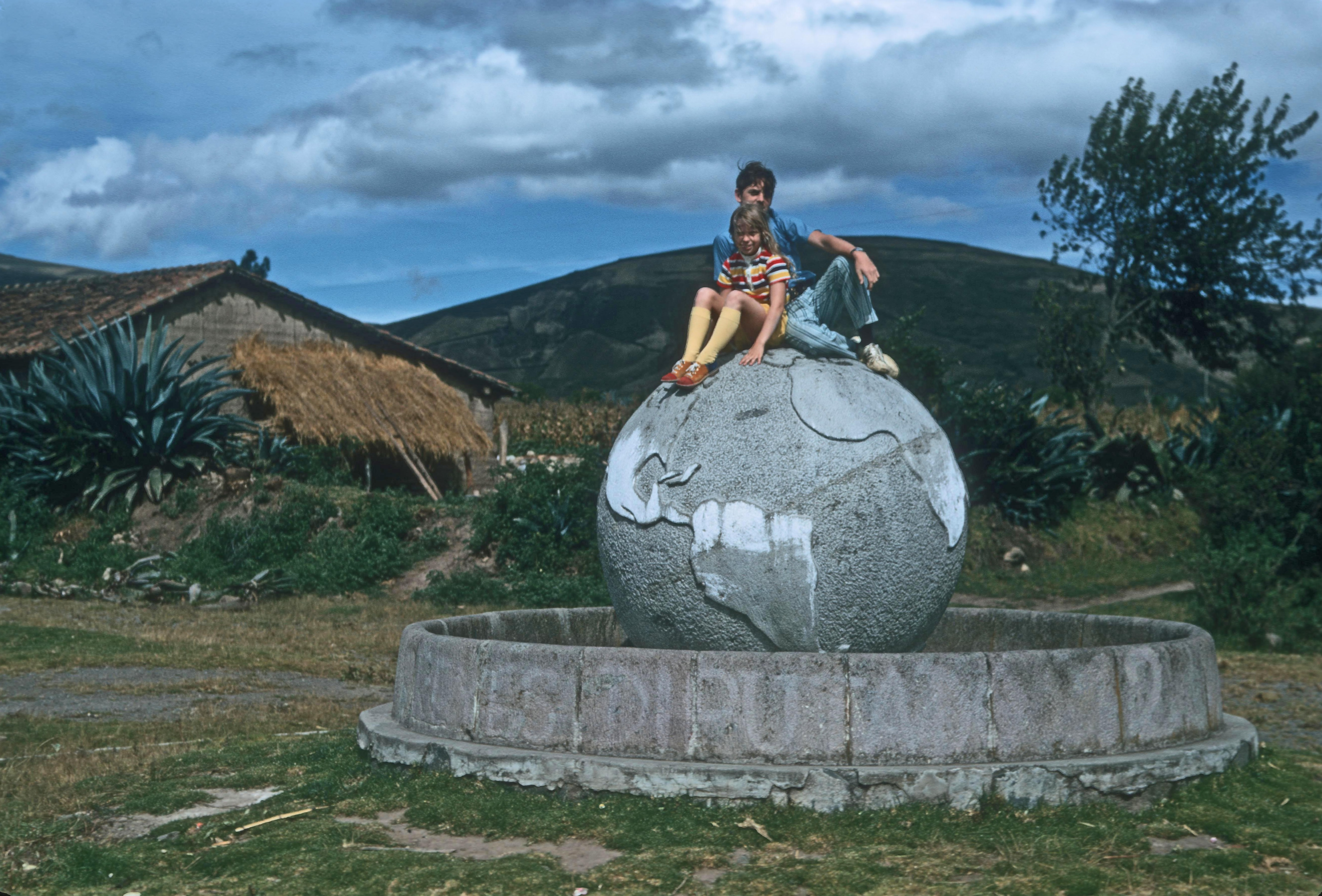
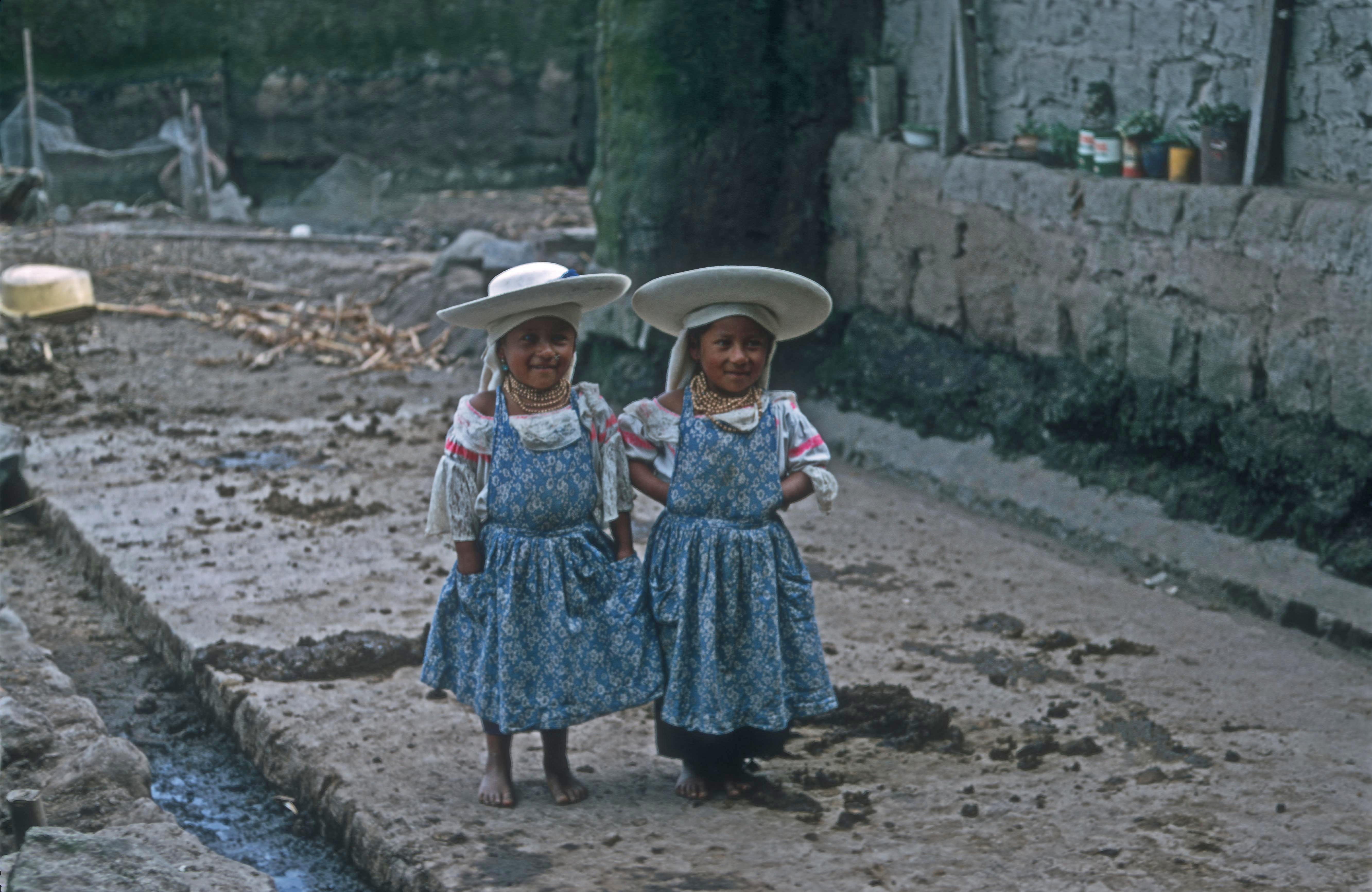